# Una noche en Medellín
«Una noche en Medellín» es una canción del cantante chileno Cris Mj. Fue publicada el 20 de enero de 2022 a través de Stars Music Chile. El sencillo se volvió viral en la aplicación TikTok, lo que produjo su popularidad y el aumento de sus reproducciones en otras plataformas.

## Antecedentes y lanzamiento
En una entrevista, MJ comentó que la canción surgió en el verano durante un día de grabación en el estudio de música con su productor Fran C, quién le presentó un beat y sobre eso trabajó en la pista, alegando «lo hice como para que lo bailaran en la playa, en las discotecas». En relación con el título que da nombre a la canción, comentó: «Me imaginé una noche en Medellín y, aparte de eso, con lo que decía en el coro, sonaba bien. Después la dejé, porque le gustaba a todos».
El 18 de enero del 2022, MJ publicó un fragmento del video musical como anticipo a través de Instagram, anunciando también que el lanzamiento de «Una noche en Medellín» sería el 20 de enero de ese año.

## Desempeño comercial
El sencillo logró alcanzar el puesto número 16 del Top Global de Spotify, siendo así la segunda canción de un artista chileno en ingresar a dicho ranking. Poco después, la canción llegó al top 10 de este listado y se convirtió en el artista más escuchado de Chile a nivel mundial en Spotify.

## Gira de conciertos
En marzo del 2022, el cantante confirmó que se embarcaría en su gira Un noche en Medellín Tour con la cual visitaría los países de México, Perú, España, Chile y Reino Unido, en apoyo a su sencillo y al resto de su material discográfico.

## Remix
El 11 de agosto de 2023, la cantante colombiana Karol G publicó una remezcla de la canción con la participación de Cris MJ y el también cantante colombiano Ryan Castro, como la sexta pista de su segundo mixtape Mañana será bonito (Bichota Season). 

### Antecedentes y lanzamiento
El 21 de marzo de 2022, la propia Karol G confirmó su participación en una remezcla de «Una noche en Medellín», que incluiría también al cantante estadounidense De la Ghetto y Ryan Castro. Sin embargo, días después del anuncio, se desató una polémica debido a la noticia de la baja del fragmento de De la Ghetto en la remezcla. En razón de que la acusaban de lo ocurrido, Karol G confirmó la cancelación de la remezcla, comunicando que no tenía conocimiento de la participación de los otros artistas y disculpándose con los seguidores por el hecho. Por su parte, MJ respondió a De la Ghetto, diciendo que no era su responsabilidad y que la decisión fue tomada por la disquera Stars Music Chile, la cual apoyó lo manifestado por MJ y alegó que el artista estadounidense no formaba parte de la remezcla por «decisión de la industria mayor», pero luego borró el comunicado.
En junio de 2022, en una entrevista para la radio Los 40 de Colombia, Ryan Castro reveló que originalmente la versión remezclada de la canción incluía a MJ, Karol y a él, pero que la disquera decidió incorporar a De la Ghetto. Debido a que la disquera no notificó la presencia de otro artista en la remezcla, Karol G tomó la decisión de que no se publicara la remezcla, a pesar de no tener ningún problema con De la Ghetto. Al mes siguiente, en una entrevista por el periodista chileno Diego González, MJ anunció que la remezcla si se estrenaría, aunque no confirmó quienes serían los artistas que participarían.
El 19 de febrero de 2023, Cris MJ y Karol G interpretaron la canción en vivo durante el LXII Festival Internacional de la Canción de Viña del Mar en Chile, pese a que el tema ya había sido dado por cancelado hasta entonces. El 7 de agosto de 2023, Karol G reveló la lista de canciones de su segundo mixtape Mañana será bonito (Bichota Season), donde se incluye como la sexta pista a «Una noche en Medellín (remix)», con la participación de Cris MJ y Ryan Castro. Finalmente, el mixtape fue publicado el 11 de agosto de 2023.

## Posicionamiento en las listas
| Lista                                  | Mejor posición |
| -------------------------------------- | -------------- |
| Argentina (Argentina Hot 100)          | 21             |
| Bolivia (Bolivia Songs)                | 4              |
| Chile (Monitor Latino)                 | 9              |
| Chile (Chile Songs)                    | 1              |
| Colombia (Colombia Songs)              | 11             |
| Colombia (Promúsica)                   | 9              |
| Costa Rica (Monitor Latino)            | 12             |
| Costa Rica (Fonotica)                  | 14             |
| Ecuador (Monitor Latino)               | 15             |
| Ecuador (Ecuador Songs)                | 2              |
| España (Top 100 Canciones)             | 2              |
| Estados Unidos (Hot Latin Songs)       | 24             |
| Global (Billboard Global 200)          | 29             |
| Global (Billboard Global 200 Excl. US) | 16             |
| Guatemala (Monitor Latino)             | 19             |
| Honduras (Monitor Latino)              | 15             |
| Italia (FIMI)                          | 40             |
| México (Mexico Songs)                  | 4              |
| Nicaragua (Monitor Latino)             | 12             |
| Paraguay (Monitor Latino)              | 9              |
| Perú (Monitor Latino)                  | 6              |
| Perú (Peru Songs)                      | 5              |
| Perú (Peru Total Streams)              | 9              |

| Lista             | Mejor posición |
| ----------------- | -------------- |
| Argentina (Capif) | 4              |
| Paraguay (SGP)    | 8              |
| Uruguay (CUD)     | 3              |

## Certificaciones
| País           | Organismo certificador | Certificación | Ventas certificadas | Simbolización | Ref.   |
| -------------- | ---------------------- | ------------- | ------------------- | ------------- | ------ |
| España         | PROMUSICAE             | 2× Platino    | 120 000             | ▲             | [ 28 ] |
| Estados Unidos | RIAA                   | Oro           | 30 000              | ●             | [ 44 ] |
| Italia         | FIMI                   | Platino       | 100 000             | ▲             | [ 45 ] |

## Historial de lanzamientos
| Región | Fecha               | Formato(s)                 | Discográfica                    | Ref.   |
| ------ | ------------------- | -------------------------- | ------------------------------- | ------ |
| Varios | 20 de enero de 2022 | Descarga digital streaming | Nabru Records Stars Music Chile | [ 46 ] |